# Constantijn Huygens

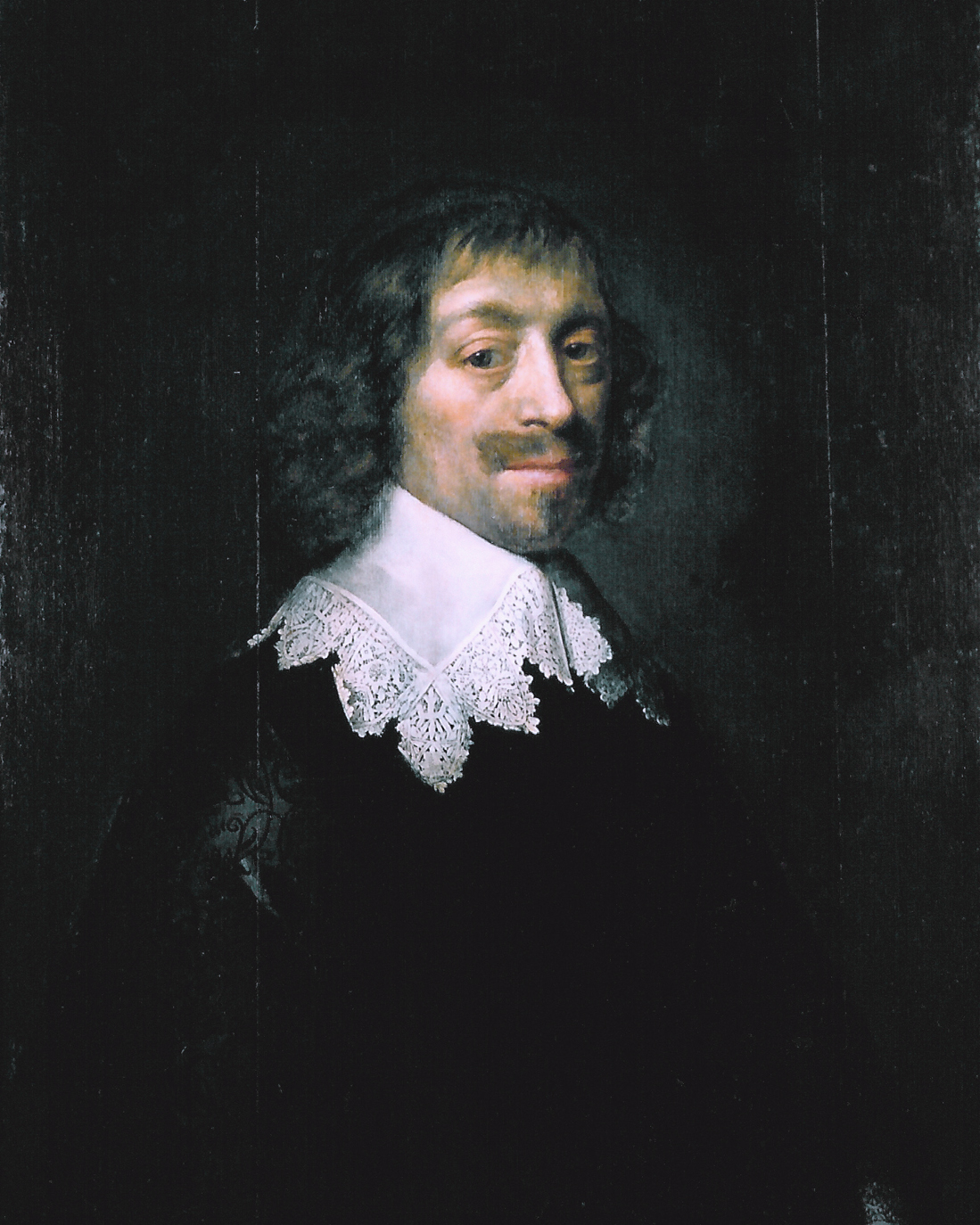
Constantijn Huygens (1596-1687), por Michiel Jansz van Mierevelt

Constantijn Huygens (/kɔnstɑn'tɛin 'hœyxəns/) (La Haya, 4 de septiembre de 1596-ibídem, 28 de marzo de 1687) fue uno de los principales poetas clásicos del Siglo de oro neerlandés. Era el segundo hijo de Christiaan Huygens, secretario del Consejo de Estado, y Susanna Hoefnagel, sobrina del pintor de Amberes Joris Hoefnagel. Casado con Susanna van Baerle, fue padre de cinco hijos: Constantijn, secretario del príncipe Guillermo III de Orange y excelente dibujante, el famoso científico Christiaan Huygens, descubridor de las lunas y anillos de Saturno, Lodewijck, integrante de la primera misión diplomática neerlandesa enviada a España tras el reconocimiento efectivo de su independencia, de la que dejó escrito un diario de viaje, Philips y Susana.

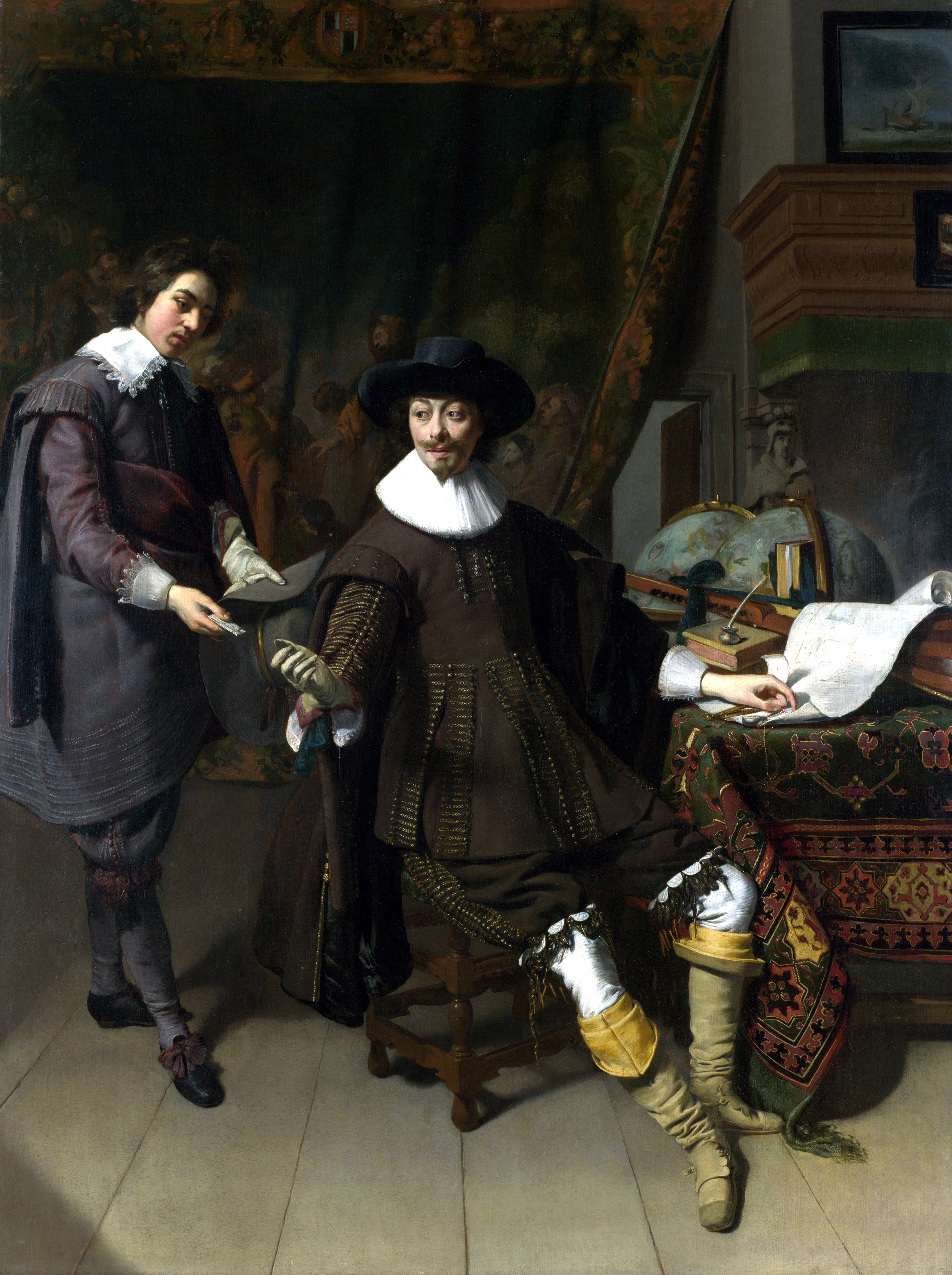
Constantijn Huygens y su secretario, por Thomas de Keyser

Nacido en el seno de una familia aristocrática de La Haya, Constantijn Huygens recibió una sólida formación humanística que le permitió, ya en sus años juveniles, escribir versos tanto en latín como en francés, neerlandés y ocasionalmente en español, y sabía dos idiomas más, griego e inglés. Como diplomático y secretario de la corte de los Países Bajos, mantuvo diversos contactos internacionales con literatos, científicos y filósofos de la época (por ejemplo, René Descartes). Conforme al ideal renacentista aristocrático del uomo universale, practicó distintas «artes» (ingeniero, traductor, músico) con igual facilidad, pero sobre todo la poesía.

## Formación
En 1616, Maurits y Constantijn comenzaron sus estudios en la Universidad de Leiden. Estudiar en Leiden se vio principalmente como una forma de construirse una red social. Poco después, llamaron a Maurits a casa para ayudar a su padre. Constantijn terminó sus estudios en 1617 y regresó a casa. A esto le siguieron seis semanas de formación con Antonis de Hubert, un abogado de Zierikzee. De Hubert estaba especializado con el estudio del lenguaje y la escritura, habiendo mantenido consultas con Pieter Corneliszoon Hooft, Laurens Reael y Joost van den Vondel sobre el lenguaje y la ortografía en 1623.

## Comienzos de su carrera como diplomático en Inglaterra

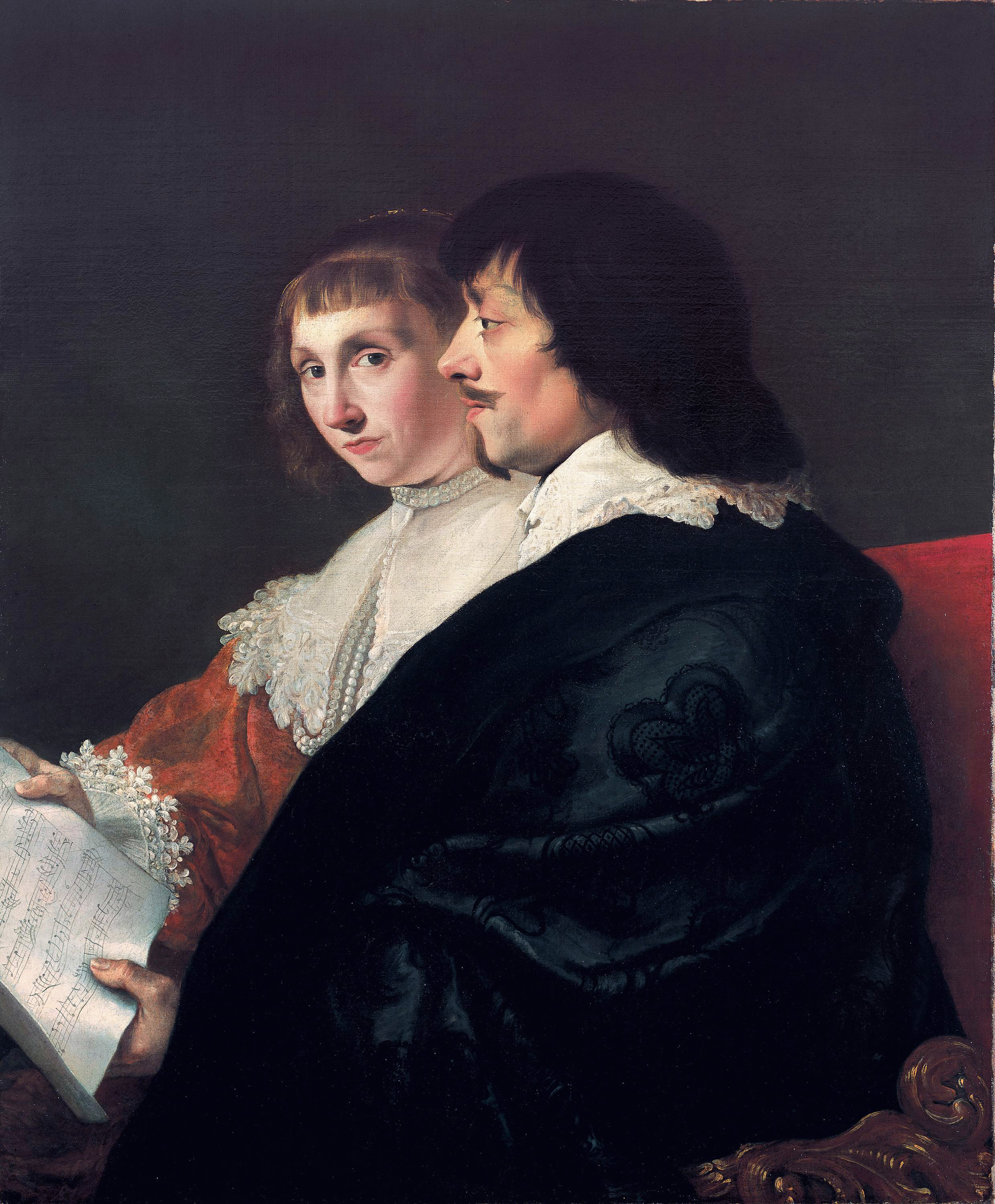
Retrato doble de Susanna van Baerle (1599-1637) y su marido Constantijn Huygens (1596-1687), pintado por Jacob van Campen

En la primavera de 1618, Constantijn encontró empleo con Sir Dudley Carleton, el enviado inglés en la Corte de La Haya. En verano, se quedó en Londres en la casa del embajador holandés, Noël de Caron. Durante su estancia en Londres su círculo social se amplió y también aprendió a hablar inglés. En 1620, hacia el final de la Tregua de los Doce Años, viajó como secretario del embajador François van Aerssen a Venecia, para ganar apoyo contra la amenaza de una nueva guerra. Era el único miembro de la legación que hablaba italiano.

### Londres
En enero de 1621 volvió a viajar a Inglaterra como secretario de los seis enviados de las Provincias Unidas con el objetivo de persuadir a Jacobo I de que apoyara a la Unión Protestante Alemana. Se alojaron en Lombard Street y fueron al Palacio de Whitehall a ver al rey y luego al Príncipe Carlos en el Palacio de St. James, donde se dieron cuenta de que habían entregado las cartas del príncipe al rey, y Huygens se excusó por la poca luz. El martes de carnaval vieron una mascarada en Whitehall presentada por los caballeros del Middle Temple. Regresaron en abril de ese año, Huygens con el regalo del rey de una cadena de oro por valor de 45 libras esterlinas. En diciembre de 1621 partió con otra delegación, esta vez con el objetivo de solicitar apoyo para las Provincias Unidas, regresando después de un año y dos meses en febrero de 1623. Hizo otro viaje a Inglaterra en 1624.

### Muiderkring
A menudo se le considera miembro de lo que se conoce como Muiderkring, un grupo de importantes intelectuales reunidos en torno al poeta Pieter Corneliszoon Hooft, que se reunía regularmente en el castillo de Muiden, cerca de Ámsterdam. En 1619 Constantijn entró en contacto con Anna Roemers Visscher y con Pieter Corneliszoon Hooft. Huygens intercambió muchos poemas con Anna. En 1621 también comienza un intercambio poético con Hooft. En octubre de ese año, Huygens envió a Jacob Cats un gran poema en holandés, titulado 't Voorhout, sobre un bosque cerca de La Haya. En diciembre empezó a escribir 't Kostelick Mal, un tratamiento satírico del sinsentido de la moda del momento. En 1623 Huygens escribió su Printen, una descripción de varias características de las personas. Esta obra satírica y moralizante fue uno de los poemas más difíciles de Huygens. En el mismo año se casaron Maria Tesselschade y Allard Crombalch. Para esta ocasión, Huygens, Hooft y Vondel escribieron versos. Durante el festival, Constantijn coqueteó con Machteld of Camps. Como resultado de esto, escribió el poema Vier en Vlam. En 1625 se publicó la obra Otia o Ledige Uren. Este volumen contenía sus poemas recopilados.

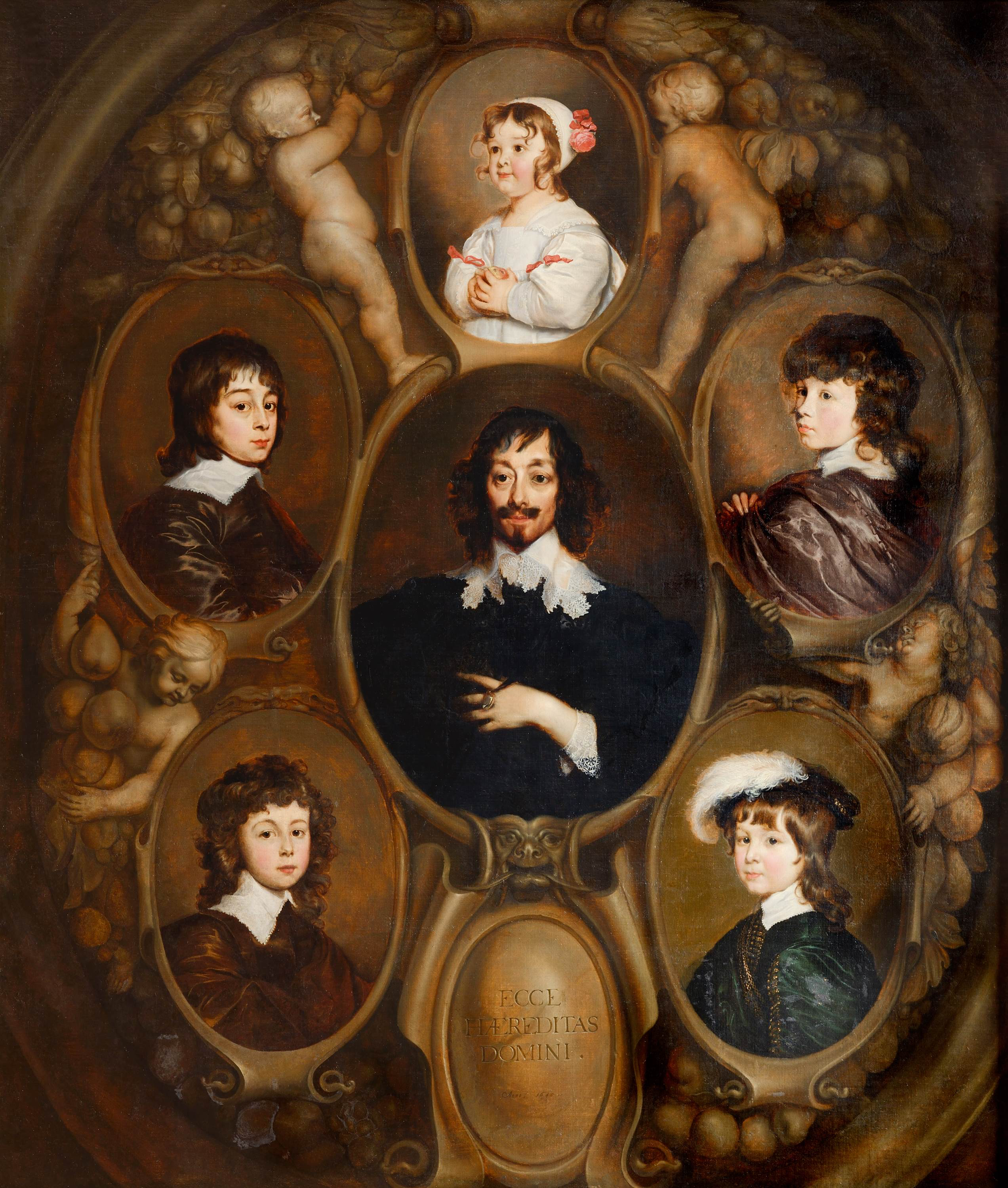
Adriaen Hanneman, Retrato de Constantijn Huygens y sus cinco hijos, 1640. La Haya, Mauritshuis.

### Caballero inglés y matrimonio

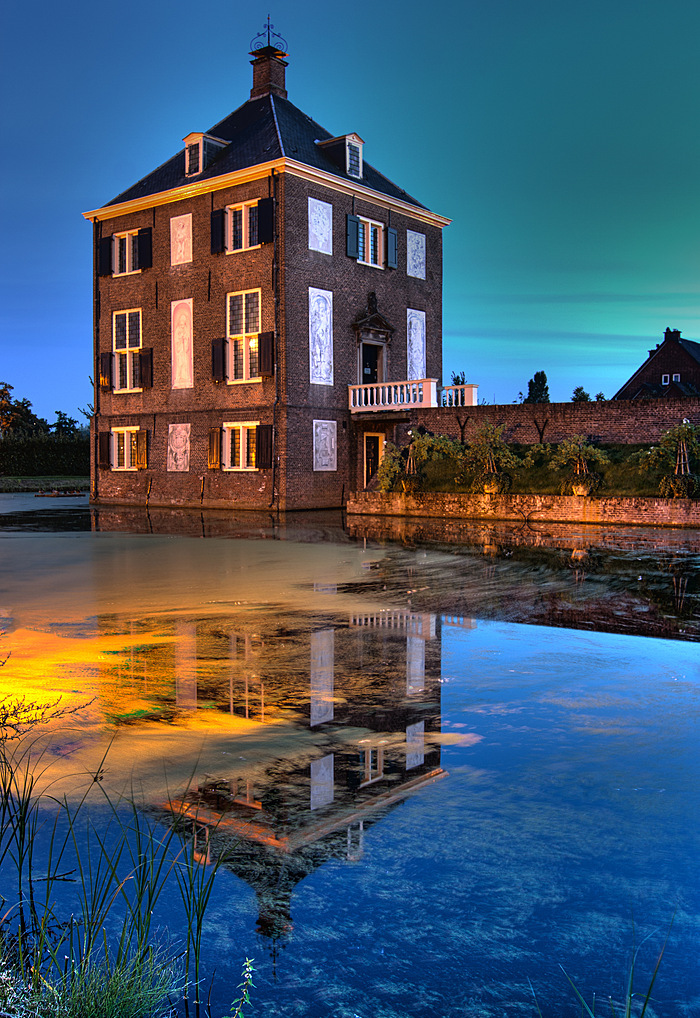
Kasteel Hofwijck

En 1622 Constantijn permaneció como diplomático durante más de un año en Inglaterra donde fue nombrado caballero por el rey Jacobo I. Esto marcó el final de los años de formación de Constantijn y de su juventud. Durante su estancia en Inglaterra, en diciembre de 1622, le robaron sus papeles y 200 libras en oro de su carruaje mientras se dirigía a Newmarket.
Huygens fue empleado como secretario de Federico Enrique, príncipe de Orange, quien, después de la muerte de Mauricio de Orange, fue nombrado estaduter. En 1626, Constantijn se enamoró de Suzanna van Baerle después de que fracasara el cortejo anterior de la familia Huygens para ganársela para su hermano Maurits. Constantijn le escribió varios sonetos, en los que la llama Sterre (Estrella). Se casaron el 6 de abril de 1627.
Huygens describe su matrimonio en Dagh-werck. Trabajó en esta pieza, que contiene casi 2000 versos, durante todo el tiempo que estuvieron casados. En uno de los manuscritos conservados de esta obra, parece que Suzanna transcribió (o escribió ella misma) una parte sustancial de la obra, lo que sugiere una estrecha colaboración entre marido y mujer.
La pareja tuvo cinco hijos: en 1628 su primer hijo, Constantijn Jr., en 1629 Christiaan, en 1631 Lodewijk y en 1633 Philips. En 1637 nació su hija Suzanna y poco después de su nacimiento, murió su madre.

## Carrera posterior y título de caballero francés
Huygens siguió su carrera de éxito a pesar de su dolor por la muerte de su esposa (1638). En 1630 fue nombrado miembro del Consejo de Hacienda, gestionando las fincas de la familia Orange. Este trabajo le proporcionó unos ingresos de unos 1000 florines al año. En ese mismo año compró el heerlijkheid Zuilichem y a partir de entonces fue conocido como Señor de Zuilichem (en holandés: Heer van Zuilichem). En 1632, Luis XIII de Francia, protector del famoso jurista exiliado Hugo Grocio, lo nombró Caballero de la Orden de Saint-Michel y en 1643, a Huygens se le concedió el honor de exhibir un lirio dorado sobre un campo azul en su escudo de armas.
En 1634, Huygens recibió del príncipe Federico Enrique una propiedad en La Haya, en el lado norte del Binnenhof. El terreno estaba cerca de la propiedad de un buen amigo de Huygens, el Conde Johan Maurits de Nassau-Siegen, quien construyó su casa, la Mauritshuis, casi al mismo tiempo y con el mismo arquitecto, el amigo de Huygens, Jacob van Campen.

### Correspondencia
Aparte de su pertenencia al Muiderkring (que no era un club oficial), a principios de la década de 1630 también estaba en contacto con René Descartes, también con Rembrandt, y el pintor Jan Lievens, de quienes fue mentor en sus comienzos en Leiden, al igual que treinta años más tarde fue el principal cliente de Veermer. Se hizo amigo de John Donne y tradujo sus poemas al holandés. No pudo escribir poesía durante meses debido a la angustia por la muerte de su esposa, pero finalmente compuso, inspirado en Petrarca, el soneto Op de dood van Sterre (Sobre la muerte de Sterre), que fue bien recibido. Añadió el poema a su Dagh-werck, que dejó inconcluso. Después de enviar la obra inacabada a diferentes amigos para su aprobación, finalmente lo publicó en 1658 como parte de sus Koren-bloemen.
Huygens también mantuvo correspondencia con Margaret Croft y Elizabeth Dudley, condesa de Löwenstein, damas de compañía de Elizabeth Stuart, reina de Bohemia, y con Mary Woodhouse, una amiga que hizo en Londres en 1622.

### Hofwijck
Después de un par de años viudo, Huygens compró un terreno en Voorburg y encargó la construcción de Hofwijck. Hofwijck fue inaugurado en 1642 en compañía de amigos y familiares. Aquí Huygens esperaba escapar del estrés de la corte en La Haya, formando su propia "corte", indicada por el nombre de la casa que tiene un doble significado: Hof (= corte o patio) Wijck (= evitar o municipio). Ese mismo año murió su hermano Maurits. Debido a su dolor, Huygens escribió poca poesía holandesa, pero continuó escribiendo epigramas en latín. Poco después, comenzó a escribir poemas de juegos de palabras holandeses, que son muy divertidos por su naturaleza. En 1644 como regalo de año nuevo para Leonore Hellemans, compuso Heilige Daghen, una serie de sonetos sobre las fiestas cristianas. En 1644, Daniel Seghers y Jan Cossiers pintaron un retrato con guirnaldas de Huygens que ahora está en el Mauritshuis. En 1647 publicó otra obra, en la que se unen juego y seriedad, Ooghentroost, dirigida a Lucrecia de Trello, que estaba perdiendo la vista y que ya estaba medio ciega. El poema se ofreció como consuelo.
De 1650 a 1652 Huygens escribió el poema Hofwijck en el que describía las alegrías de vivir fuera de la ciudad. Se cree que Huygens escribió su poesía como un testamento de sí mismo, un memento mori, porque Huygens perdió a muchos amigos y familiares queridos durante este tiempo: Hooft (1647), Barlaeus (1648), Maria Tesschelschade (1649) y Descartes (1650).

## Obra poética
Bajo la influencia, al principio, del petrarquismo manierista y tal vez de los poetas metafísicos, su arte evolucionó pasando del fácil academicismo dominante a una expresión más personal. Huygens supo combinar la retórica intelectualista y complicada del petrarquismo estandarizado con su humor satírico, el cual no le impidió poner en verso sus asuntos sentimentales ni intervenir en los debates religiosos y políticos de su tiempo (Huygens fue un ferviente monárquico y calvinista).
La forma del epigrama era la que mejor cuadraba a su carácter. Las obras Batava Tempe (1621), cuyo título hace alusión a un conocido lugar de recreo de la literatura clásica, trasladado aquí al país holandés, 't Costelick Mal (Las costosas locuras), 1622 y Eufrasia Ooghentroost (Consolación de los ojos), 1647, revelan esa mezcla de sátira y conmovedor lirismo. Además, su poesía está impulsada por un cálido amor a la patria y a los bellos paisajes de Holanda. Publicó sus poemas holandeses y neolatinos, bajo el título Otiorum libri sex (Seis libros de ocios), en 1625.
Los poemas neerlandeses aparecieron separadamente con el título Korenbloemen (Flores de lis), en 1658, ed. aumentada 1672. Su poesía neolatina, que se distingue asimismo por un cálculo intelectualista y un humor satírico, fue compilada en Momenta desultoria (Momentos recogidos de acá y allá), en 1644. También escribió una autobiografía en latín. Su obra más conocida es la comedia Triintle Cornelis, 1657, pieza de un realismo con frecuencia escabroso y satírico, fácilmente adaptable aún hoy día a las exigencias de la puesta en escena moderna.